# Joanna Piasecka
Joanna Piasecka est une lutteuse polonaise née le 24 mai 1971.

## Palmarès

### En lutte

#### Championnats du monde
- Médaille d'or en 1997 à Clermont-Ferrand.

### En judo

#### Championnats polonais
- Vice-championne en 1996 à Cracovie (tombe en finale sur Ewa Larysa Krause).